# Comuna Viișoara, Mureș
Viișoara, mai demult Hundorf, (în maghiară: Csatófalva, în germană Hohndorf) este o comună în județul Mureș, Transilvania, România, formată din satele Ormeniș, Sântioana și Viișoara (reședința).

## Demografie
Componența etnică a comunei Viișoara
     Români (67,54%)
     Romi (20,14%)
     Germani (2,89%)
     Maghiari (1,78%)
     Alte etnii (7,66%)
Componența confesională a comunei Viișoara
     Ortodocși (83,63%)
     Penticostali (4,66%)
     Reformați (2%)
     Alte religii (2,11%)
     Necunoscută (7,6%)
Conform recensământului efectuat în 2021, populația comunei Viișoara se ridică la 1.802 locuitori, în creștere față de recensământul anterior din 2011, când fuseseră înregistrați 1.659 de locuitori. Majoritatea locuitorilor sunt români (67,54%), cu minorități de romi (20,14%), germani (2,89%) și maghiari (1,78%). Din punct de vedere confesional, majoritatea locuitorilor sunt ortodocși (83,63%), cu minorități de penticostali (4,66%) și reformați (2%), iar pentru 7,6% nu se cunoaște apartenența confesională.

## Politică și administrație
Comuna Viișoara este administrată de un primar și un consiliu local compus din 11 consilieri. Primarul, Pavel-Claudiu Petri[*], de la Partidul Social Democrat, este în funcție din 1 noiembrie 2024. Începând cu alegerile locale din 2024, consiliul local are următoarea componență pe partide politice:
|  | Partid                          | Consilieri | Componența Consiliului | Componența Consiliului | Componența Consiliului | Componența Consiliului | Componența Consiliului | Componența Consiliului |
|  | ------------------------------- | ---------- | ---------------------- | ---------------------- | ---------------------- | ---------------------- | ---------------------- | ---------------------- |
|  | Partidul Social Democrat        | 6          |                        |                        |                        |                        |                        |                        |
|  | Alianța Dreapta Unită           | 2          |                        |                        |                        |                        |                        |                        |
|  | Alianța pentru Unirea Românilor | 2          |                        |                        |                        |                        |                        |                        |
|  | Partidul Național Liberal       | 1          |                        |                        |                        |                        |                        |                        |

## Vezi și
- Biserica evanghelică din Ormeniș
- Biserica evanghelică din Sântioana
- Biserica medievală din Viișoara, Mureș

## Imagini

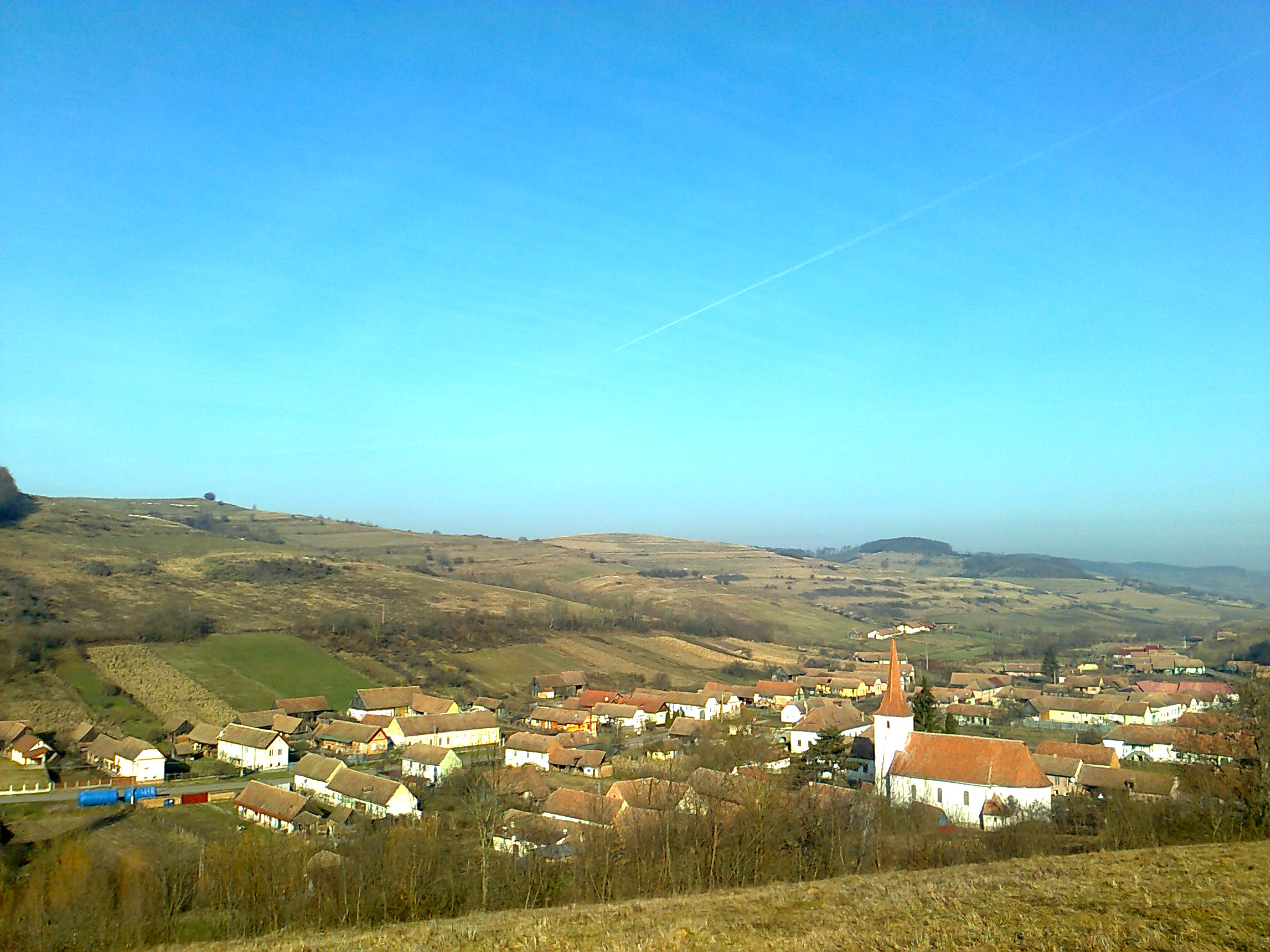
Fostul sat Domald (acum încorporat în Viişoara)
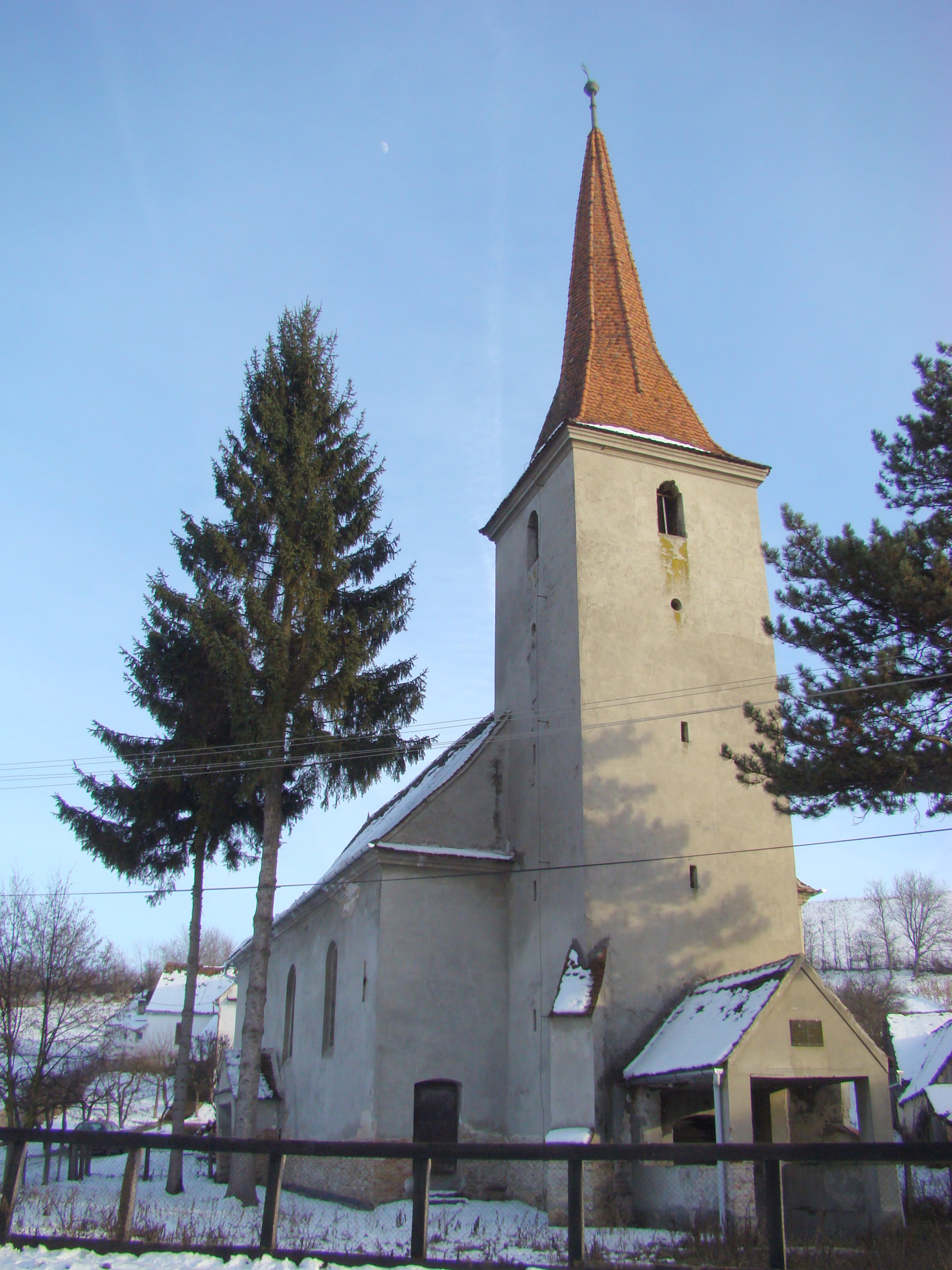
Biserica evanghelică din Viișoara (fostul sat Domald)
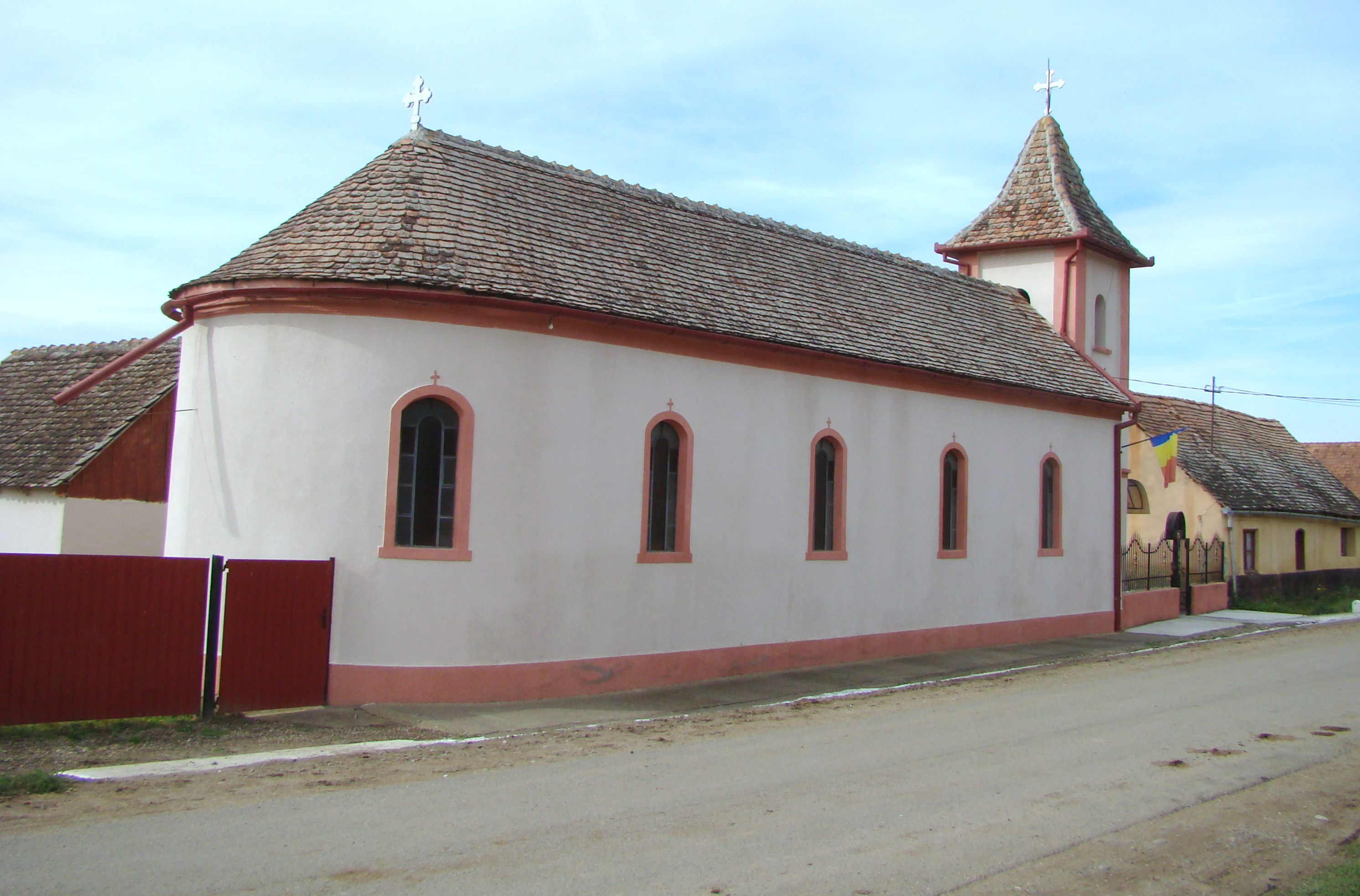
Biserica ortodoxă din satul Ormeniș
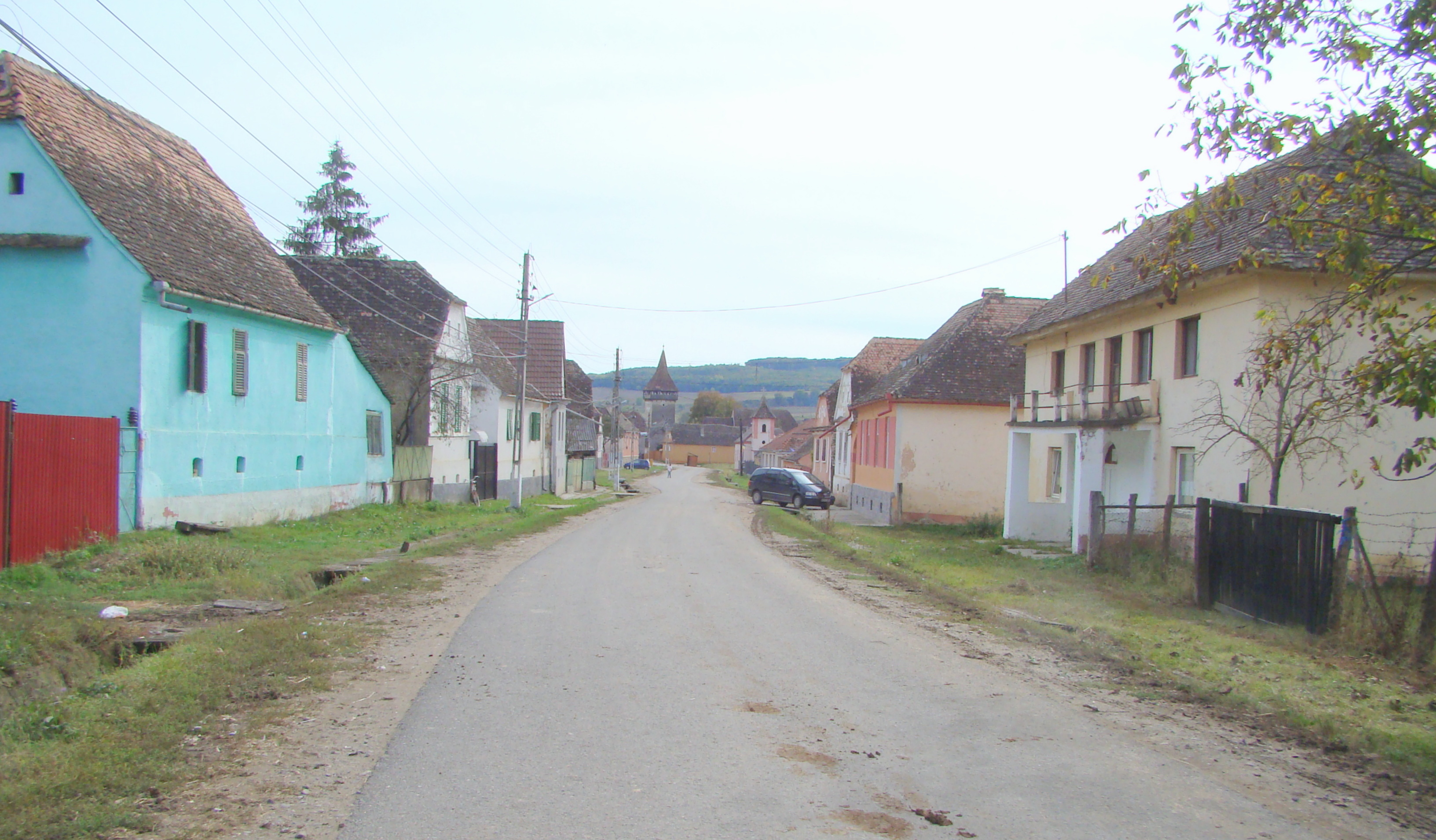
Satul Ormeniș
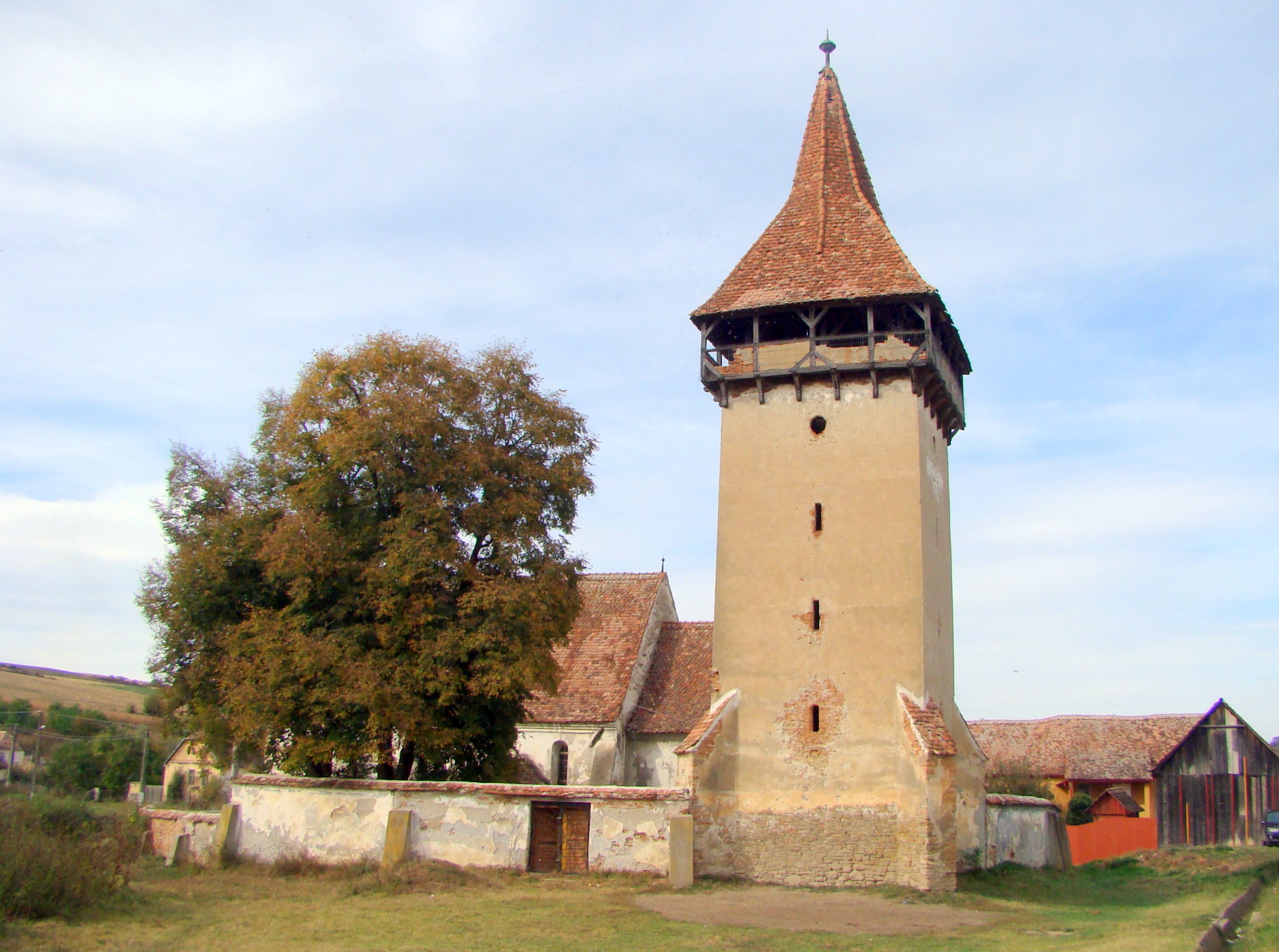
Ansamblul bisericii evanghelice din satul Ormeniș (monument istoric)
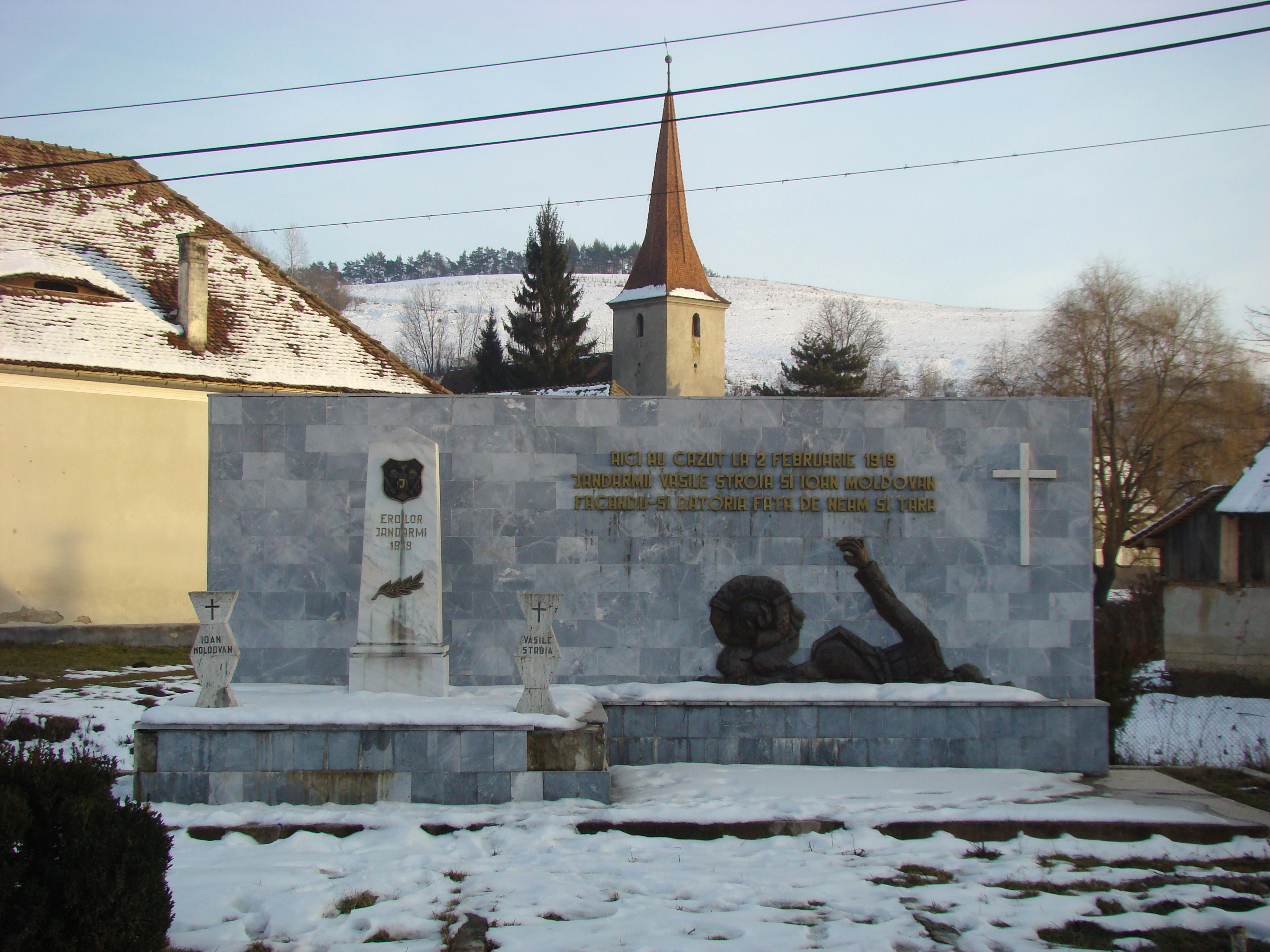
Monumentul eroilor Jandarmi din Viișoara
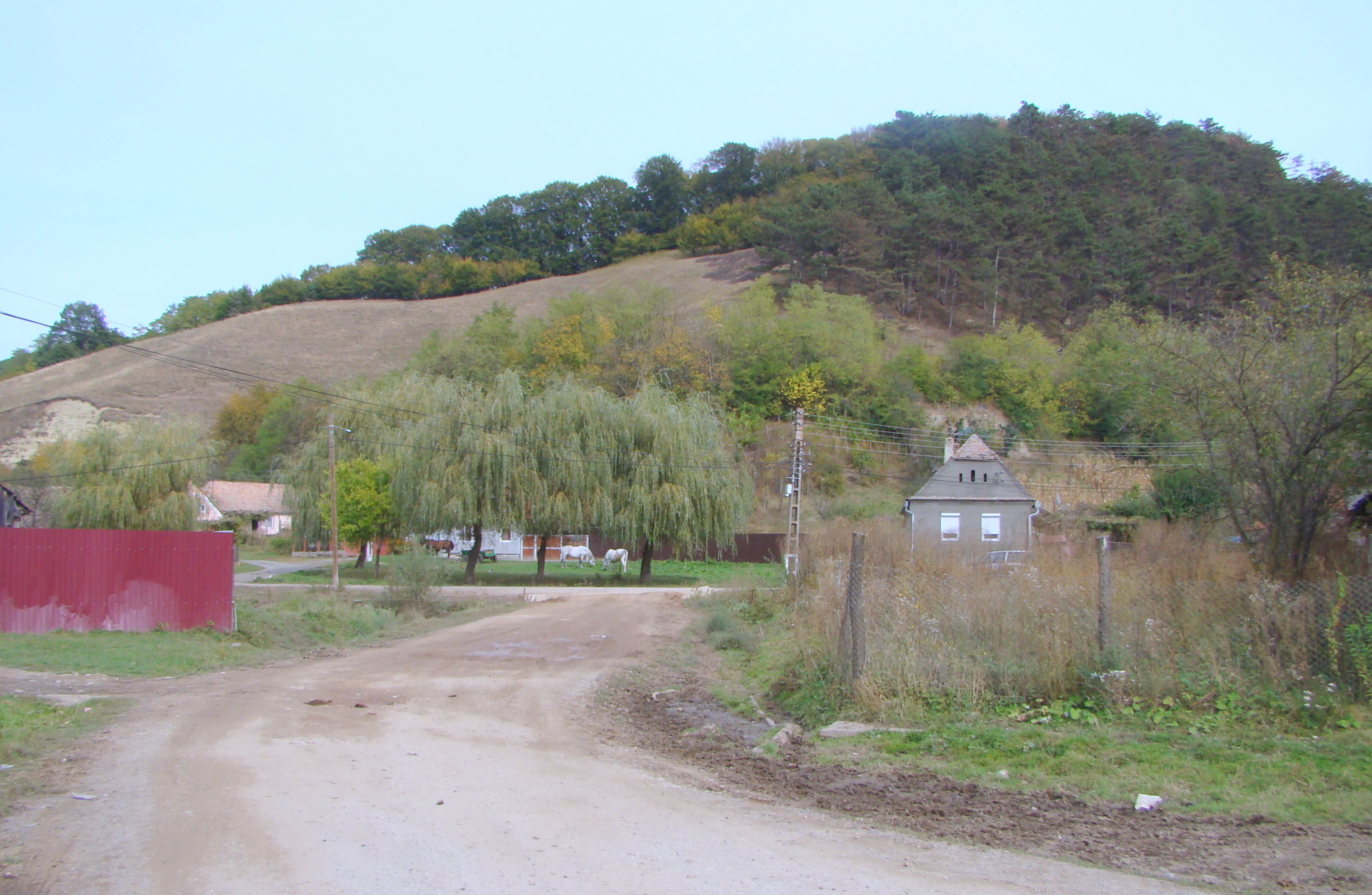
Satul Sântioana
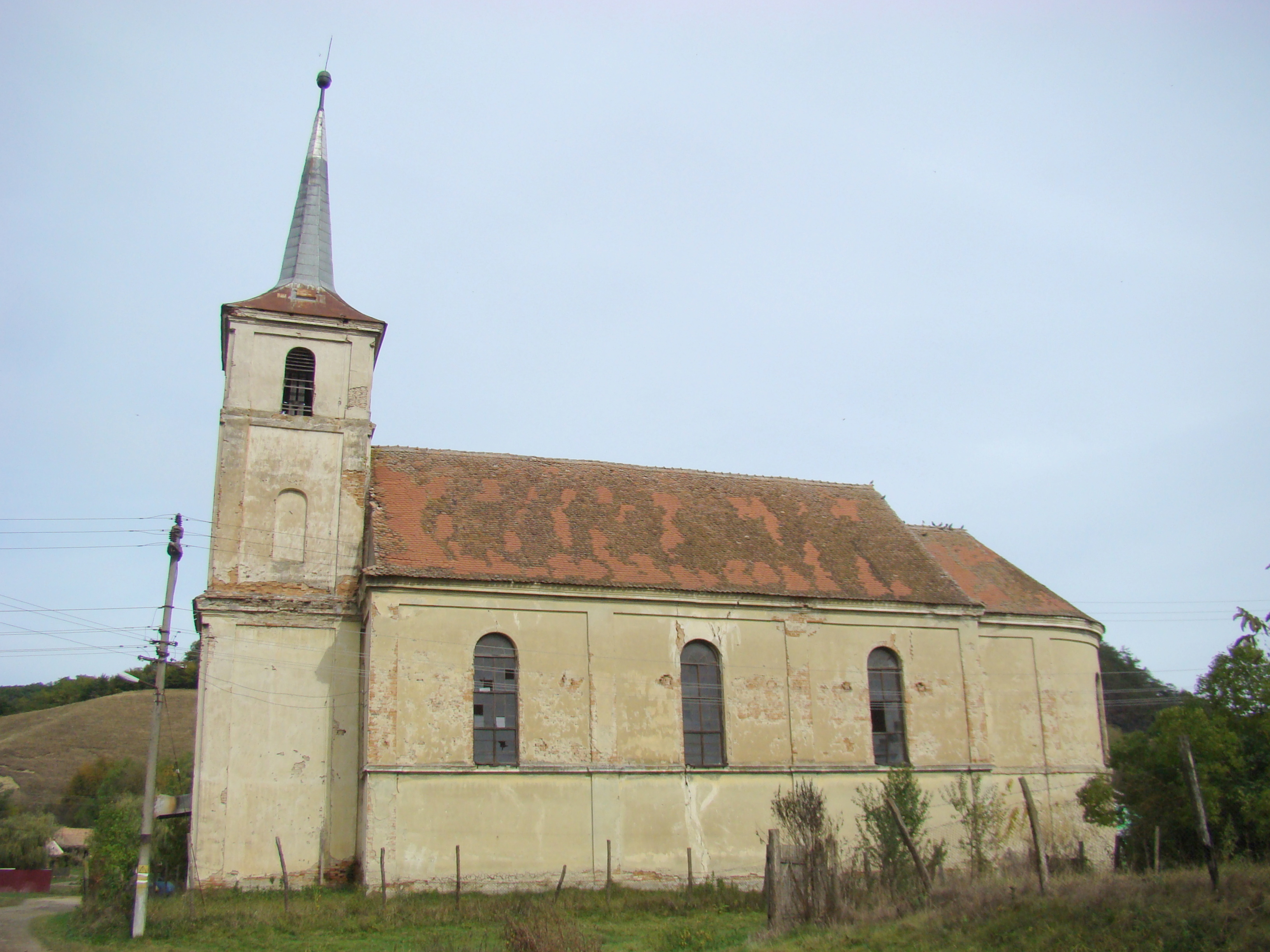
Biserica evanghelică din satul Sântioana
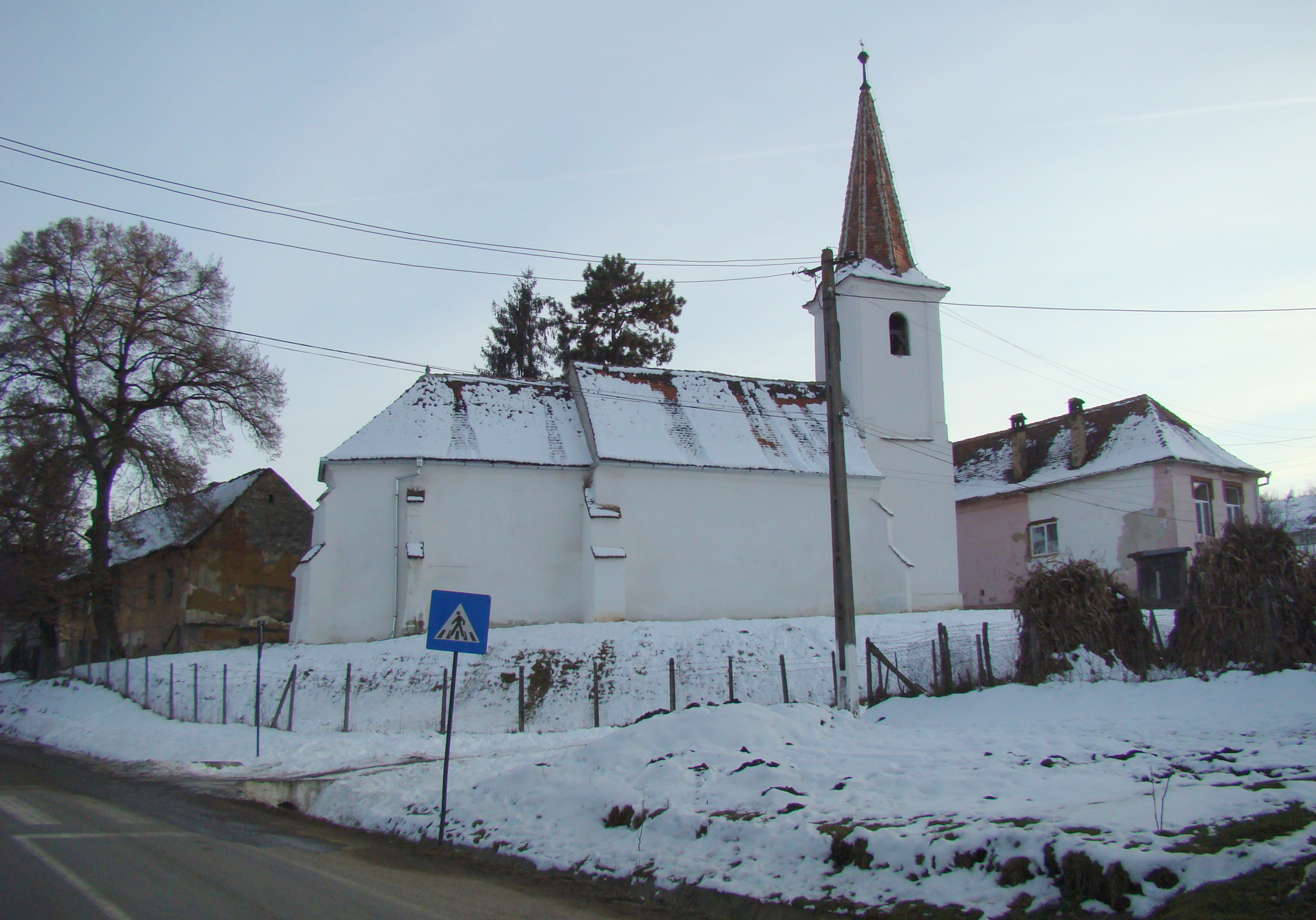
Biserica evanghelică din Viișoara (fostul sat Hundorf)
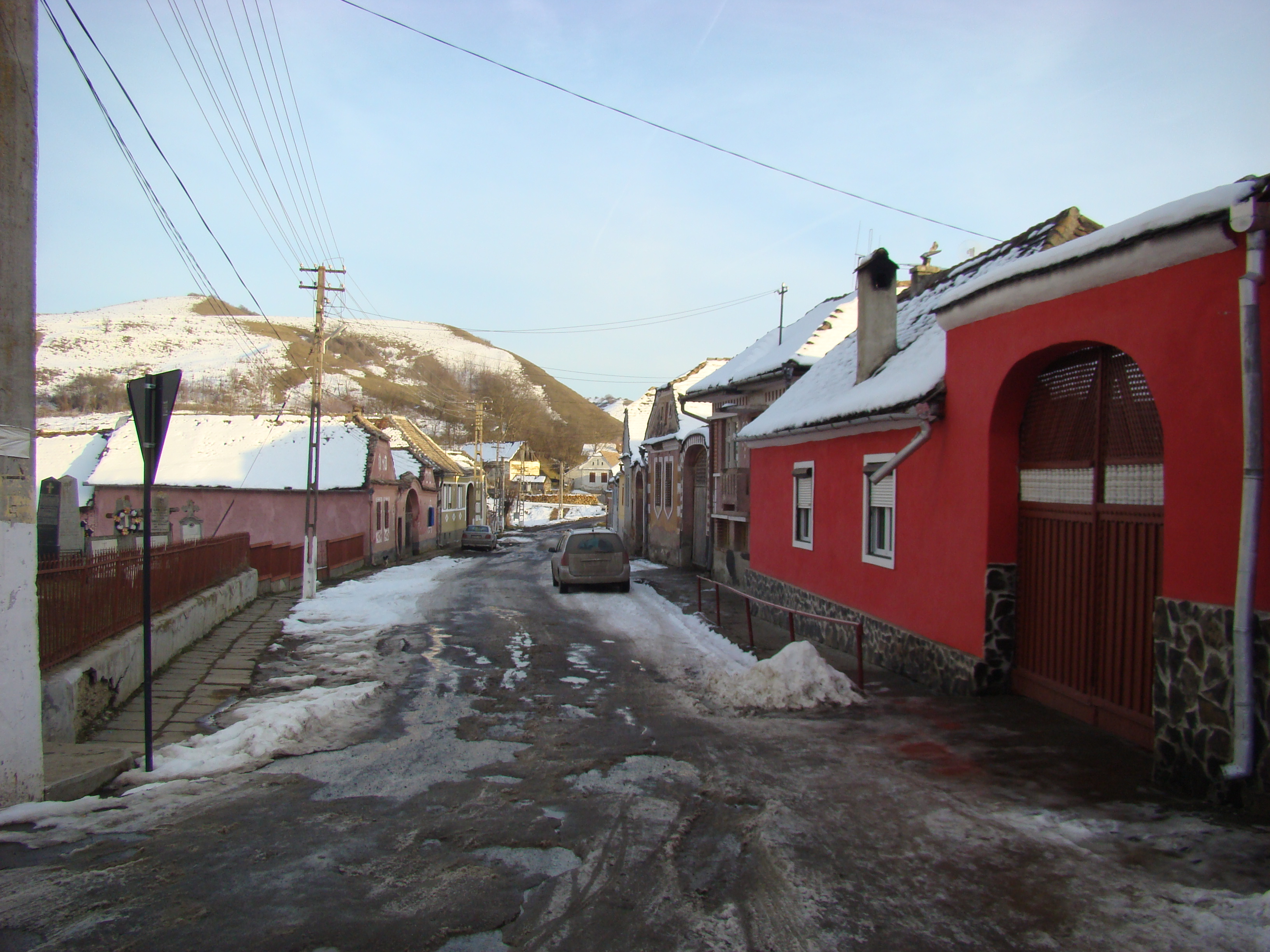
Satul Viişoara (iarna)